# Grimaldello

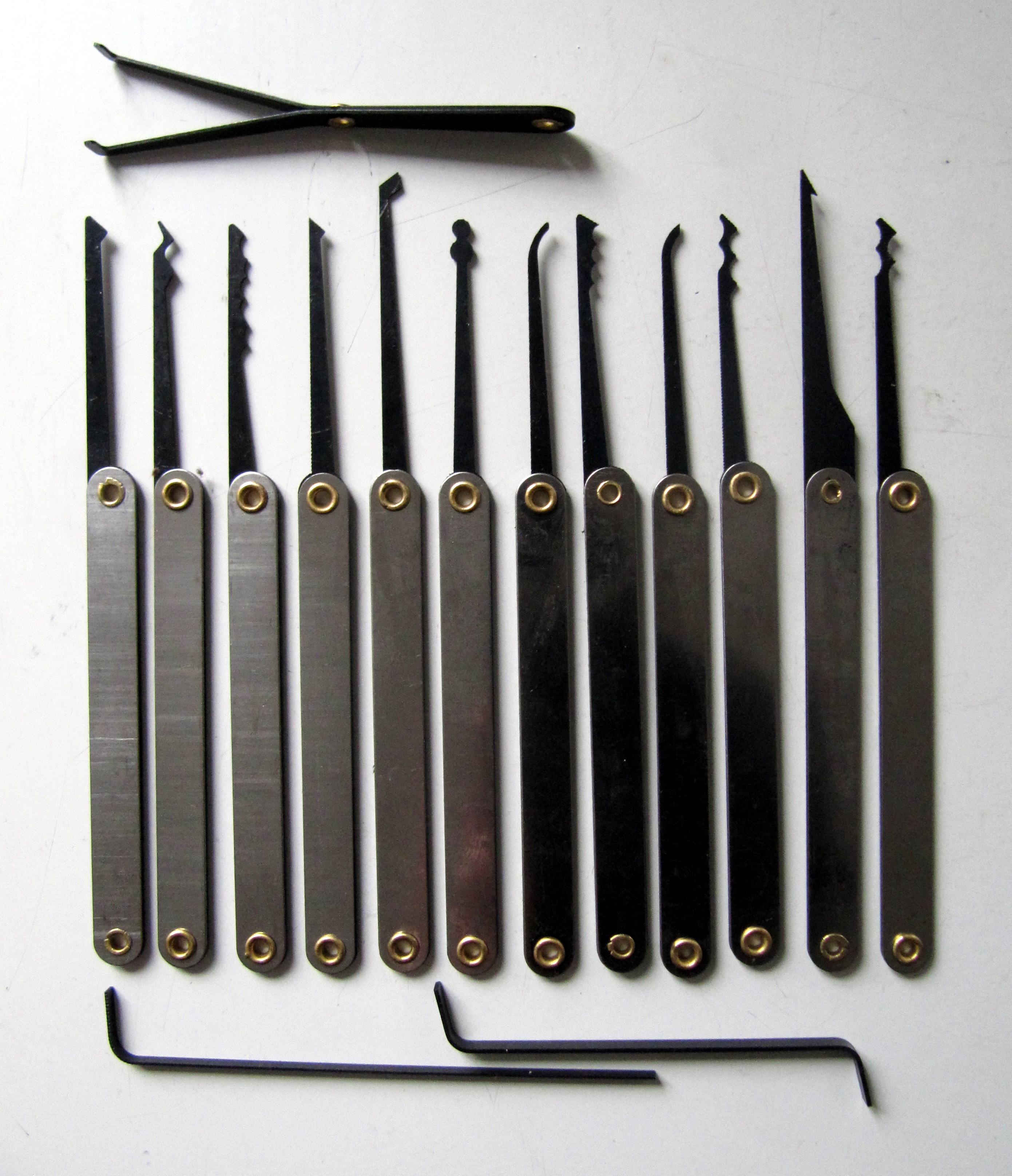
Un set di grimaldelli, ogni forma serve per aprire una serratura diversa, mentre i due utensili sotto e l'utensile sopra sono tensori.

Il grimaldello è uno strumento utilizzato per scassinare o aprire serrature di cui non si possegga la chiave.

## Storia
Il termine "grimaldello" deriva dal francese crémaillon. l'invenzione dell'utensile si colloca tra l'alto e il basso medioevo, nella centro-nord dell'Europa, tra Germania, Francia e Paesi Bassi. 
Man mano che le serrature si differenziavano per sicurezza e affidabilità, si evolveva anche il modo per aprirle in assenza della chiave, tenendo presente sia l'efficacia e la rapidità dell'azione che, nel caso del fabbro, l'esigenza di non danneggiare le serrature più pregiate. Col tempo il grimaldello si è evoluto da semplice arnese a dispositivo in grado di compiere movimenti propri all'interno della serratura.

### Tipi statici
Il tipo più antico di grimaldello è costituito da due o più aste metalliche ricurve che svolgono diverse funzioni in sinergia e per maneggiarlo correttamente ed efficacemente è necessario conoscere le caratteristiche meccaniche della serratura e possedere manualità ed esperienza. 

### Tipi dinamici

Animazione che mostra il funzionamento di un grimaldello a pistola (pick gun).

I grimaldelli dinamici, tecnologicamente più avanzati, hanno princìpi funzionali pressoché identici a quelli tradizionali. Il tipo più diffuso è il grimaldello a pistola – in inglese:  pick gun – che ha una lama seghettata, con vari ricambi, da inserire nella fessura della serratura e un grilletto per l'azionamento; una volta azionata, la lama vibra e scatta verso l'alto spingendo i pistoncini della serratura e facilitandone l'allineamento corretto.

## Utilizzo
Il grimaldello sfrutta un semplice principio: emulare la presenza della chiave nella serratura. Le dentellature di una chiave agiscono con pressioni più o meno elevate sui pistoncini contenuti all'interno della serratura, attivandone lo sblocco. I grimaldelli, emulando la dentellatura della chiave, premono con le loro estremità ricurve ciascun tasto meccanico nell'esatta combinazione, facendo sì che la serratura si sblocchi senza danneggiarsi. Abilità ed esperienza nell'utilizzo dei grimaldelli sono requisiti indispensabili per riuscire in questa operazione.
Non conoscendo la struttura della relativa chiave, chi tenta di aprire la serratura teoricamente deve fare un numero di tentativi in proporzionale al numero dei tasti da premere e alle loro possibili combinazioni. I più esperti, grazie a un udito acuto e allenato o con l'ausilio di apparecchiature per l'amplificazione dei suoni (stetoscopio, microfoni, ecc.), riescono a capire se la combinazione inserita è giusta o sbagliata a seconda del suono emesso dalla struttura meccanica durante la manovra.